# Gentianella minutissima
Gentianella minutissima là một loài thực vật có hoa trong họ Long đởm. Loài này được (Boiss.) Holub mô tả khoa học đầu tiên năm 1973.